# Paolo Garutti
Paolo Garutti (Torino, 19 novembre 1964) è un ex sciatore alpino italiano.

## Biografia
Garutti, originario di Sauze d'Oulx, vinse la medaglia di bronzo nella combinata ai Campionati italiani nel 1984 e nel 1985; non prese parte a rassegne olimpiche né ottenne piazzamenti in Coppa del Mondo o ai Campionati mondiali.

## Palmarès

### Campionati italiani
- 2 medaglie[2]:
  - 2 bronzi (combinata nel 1984; combinata nel 1985)